# Морран, Шарль Франсуа Антуан
Шарль Франсуа Антуан Морран (фр. Charles François Antoine Morren, 1807 — 1858) — бельгийский ботаник, профессор ботаники и садовод.

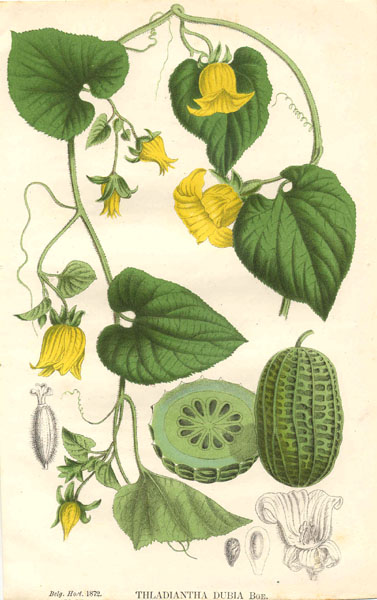
Thladiantha dubia. Иллюстрация из журнала La Belgique Horticole

## Биография
Шарль Франсуа Антуан Морран родился 3 марта 1807 года.
С 1831 по 1835 год Морран преподавал в Университете Гента. В это же время он изучал медицину. Он был директором Ботанического сада университета Льежа и профессором ботаники.
Шарль Франсуа Антуан Морран был отцом Шарля Жака Эдуарда Моррана (1833—1886). Шарль Франсуа Антуан и его сын выпускали журнал La Belgique Horticole. В общей сложности было опубликовано 35 томов в период с 1851 по 1885 год.
Шарль Франсуа Антуан Морран умер 17 декабря 1858 года.

## Научная деятельность
Шарль Франсуа Антуан Морран специализировался на семенных растениях. Предложил термин фенология для обозначения науки о сезонных явлениях природы.

## Публикации
- Morren, C. (1838) Recherches sur le mouvement et l’anatomie du Stylidium graminifolium. Mem. Acad. Roy. Scien. et belles lett., Brux.
- Morren, C. (1853) Souvenirs phénologiques de l’hiver 1852—1853. Bulletin de l’Académie royale des Sciences, des Lettres et des Beaux-Arts de Belgique. Tome XX, 1e partie, pp. 160—186.